# DCAF13
DCAF13 (англ. DDB1 and CUL4 associated factor 13) – білок, який кодується однойменним геном, розташованим у людей на 8-й хромосомі. Довжина поліпептидного ланцюга білка становить 445 амінокислот, а молекулярна маса — 51 402.
| 10         |  | 20         |  | 30         |  | 40         |  | 50         |
| ---------- |  | ---------- |  | ---------- |  | ---------- |  | ---------- |
| MKVKMLSRNP |  | DNYVRETKLD |  | LQRVPRNYDP |  | ALHPFEVPRE |  | YIRALNATKL |
| ERVFAKPFLA |  | SLDGHRDGVN |  | CLAKHPEKLA |  | TVLSGACDGE |  | VRIWNLTQRN |
| CIRTIQAHEG |  | FVRGICTRFC |  | GTSFFTVGDD |  | KTVKQWKMDG |  | PGYGDEEEPL |
| HTILGKTVYT |  | GIDHHWKEAV |  | FATCGQQVDI |  | WDEQRTNPIC |  | SMTWGFDSIS |
| SVKFNPIETF |  | LLGSCASDRN |  | IVLYDMRQAT |  | PLKKVILDMR |  | TNTICWNPME |
| AFIFTAANED |  | YNLYTFDMRA |  | LDTPVMVHMD |  | HVSAVLDVDY |  | SPTGKEFVSA |
| SFDKSIRIFP |  | VDKSRSREVY |  | HTKRMQHVIC |  | VKWTSDSKYI |  | MCGSDEMNIR |
| LWKANASEKL |  | GVLTSREKAA |  | KDYNQKLKEK |  | FQHYPHIKRI |  | ARHRHLPKSI |
| YSQIQEQRIM |  | KEARRRKEVN |  | RIKHSKPGSV |  | PLVSEKKKHV |  | VAVVK      |

A: Аланін

C: Цистеїн

D: Аспарагінова кислота

E: Глутамінова кислота

F: Фенілаланін

G: Гліцин

H: Гістидин

I: Ізолейцин

K: Лізин

L: Лейцин

M: Метіонін

N: Аспарагін

P: Пролін

Q: Глутамін

R: Аргінін

S: Серин

T: Треонін

V: Валін

W: Триптофан

Кодований геном білок за функцією належить до рибонуклеопротеїнів. 
Задіяний у таких біологічних процесах, як убіквітинування білків, процесинг рРНК, біогенез рибосом, ацетилювання, альтернативний сплайсинг. 
Локалізований у ядрі.